# Jaroslav Ježek
Jaroslav Ježek (ur. 25 września 1906 w Pradze, zm. 1 stycznia 1942 w Nowym Jorku) – czeski kompozytor, pianista, dyrygent i aktor.

## Życiorys
W dzieciństwie cierpiał na chorobę oczu, dlatego podstawowe wykształcenie muzyczne zdobywał w zakładzie dla niewidomych. Mimo to ukończył kompozycję w praskim konserwatorium u Karla Boleslava Jiráka (1924–1927) oraz w szkole mistrzowskiej u Josefa Suka i Aloisa Háby (z krótką przerwą 1927–1929).
Przyjaźnił się z Vítězslavem Nezvalem (razem pracowali w awangardowym zespole artystów Devětsil). Był członkiem SVU Mánes i praskiego ugrupowania surrealistycznego.
Po pobycie naukowym w Paryżu (1927–1928) rozpoczął trwałą współpracę (1928–1938) z Jiřím Voskovecem i Janem Werichem; z początku jako kompozytor, później także jako dramaturg muzyczny i dyrygent Teatru Wyzwolonego w Pradze.
W styczniu 1939 r. razem z przyjaciółmi emigrował do Stanów Zjednoczonych. Początkowo mieszkał w Pensylwanii, potem w Nowym Jorku, gdzie nauczał gry na fortepianie oraz kierował Czechosłowackim Chórem Muzycznym.
Krótko przed trzydziestymi szóstymi urodzinami zmarł w miejskim szpitalu w Nowym Jorku.
W 1995 został pośmiertnie odznaczony Medalem Za zasługi II stopnia.

## Twórczość
Był twórcą czeskiej nowoczesnej piosenki jazzowej i tanecznej. Wiele jego pieśni jest znanych do dzisiaj (Hej rup, Nebe na zemi, Proti větru, Civilizace, Babička Mary, Prabába, David a Goliáš).
Jest autorem muzyki filmowej do następujących filmów: 
- Pudr a benzín, 1931;
- Ze soboty na neděli, 1931;
- Peníze nebo život, 1932;
- U nás v Kocourkově, 1934;
- Hej rup!, 1934;
- Svět patří nám, 1937.

Jest twórcą koncertów fortepianowych: 
- Etuda, 1933;
- Bagately, 1933;
- Rapsódie, 1938;
- Toccata, 1939;
- Sonáta, 1941.

Tworzył cykle pieśni, utworów na orkiestrę (Symfonická báseň, 1936) i koncertowych:
- Koncert pro klavír a orchestr, 1927;
- Fantazie pro klavír a orchestr, 1930;
- Koncert pro housle a dechový orchestr, 1930;
- 2 kwartety smyczkowe, 1932.

W 1931 r. skomponował utwór Dechový kvintet.